# Joshua John
Joshua John (født 1. oktober 1988 i Alkmaar) er en hollandsk fodboldspiller, der spiller i Bursaspor. Han blev kendt i Danmark, da han under sin tid med FC Twente blev udlejet til danske FC Nordsjælland i sæsonen 2012/13, hvor han på sidstedagen af sommertransfervinduet 2013 blev solgt til danskerne.
Joshua John har sin hurtighed som spidskompetence, men samtidig er han en klog spiller, der evner at læse spillet og time sine løb, så han får udnyttet sin hurtighed til at skabe chancer for sig selv og sine medspillere. Derudover har han vist sig som en yderst kompetent afslutter.

## Karriere
Joshua John begynder i sin barndom som fodboldspiller i den lokale klub SV Koedijk. Som 10-årig bliver han udtaget til et udvalgt hold fra Alkmaar, som skal møde et hold fra storklubben Ajax Amsterdams fodboldakademi. Allerede her får Amsterdam-klubben øjnene op for den unge spillers talent, og de tilbyder ham en uges prøvetræning, som bliver fulgt op med et tilbud om at blive en del af akademiet. Her tilbringer Joshua John de næste fem år, og bliver således skolet i den velkendte Ajax-stil. Det er en del af akademiets filosofi, at spillerne skal kunne begå sig på flere positioner, og Joshua John begynder derfor som angriber og flyttes senere ned på midtbanen. Da han som 15-årig skifter til klubben Waalwijk, bliver han flyttet ud på kanten. Transporten fra Joshua Johns hjem i Alkmaar til Waalwijk tager næsten tre timer, og derfor skifter han til Sparta Rotterdam, hvor han får sin debut på seniorniveau.

### Sparta Rotterdam
Blot et år efter sit skifte til Sparta Rotterdam bliver Joshua John en del af førsteholdstruppen. Han får en rolle som indskifter sidst i kampene, men allerede næste sæson, er han en fast del af startopstillingen i klubben, som på det tidspunkt spiller i den bedste hollandske række, Æresdivisionen. Han bliver en del af et ungt men velspillende hold, som bl.a. besejrer Ajax Amsterdam 4-0 i en kamp, hvor Joshua John også kommer på måltavlen. Efter nogle sæsoner rykker Sparta Rotterdam dog ned i den næstbedste hollandske liga. 

### FC Twente
Joshua John vælger at blive i Sparta Rotterdam trods nedrykningen, men i sommeren 2011 melder både den engelske Premier League-klub Swansea City og den israelske klub Hapoel Tel Aviv sig som interesserede i Joshua John. Begge klubber foreligger ham konkrete tilbud, men Hapoel Tel Avivs tilbud er ikke sportsligt interessant nok, og Swanseas kan ikke opfylde Joshua Johns økonomiske krav, så han takker nej til begge tilbud. Den 16. januar 2012 bliver han i stedet præsenteret i den hollandske storklub FC Twente. Efter en halvsæson, hvor det blot er blevet til fire ligakampe, er Joshua John med for FC Twente, da de i sommerpausen 2012 møder FC Nordsjælland i en træningskamp. Joshua John er imponeret over nordsjællændernes fodboldspil, og da han finder ud af, at de er meget interesserede i at tilknytte ham, slår han til. FC Nordsjælland har netop solgt deres venstrekant, landsholdsspilleren Tobias Mikkelsen, til tyske Greuther Fürth, og under deres træningsophold i Holland overværer de Joshua John spille en forrygende Europa-cup-kamp for Twente, hvor han scorer et mål og lægger op til to mod Santa Coloma fra Andorra. FC Nordsjælland ser Joshua John som en kompetent erstatning for Tobias Mikkelsen, og en lejeaftale kommer i stand.

### FC Nordsjælland
Joshua John skal reelt blot bruge fem minutter til at overbevise FC Nordsjælland om, at de har valgt rigtigt. Syv minutter før tid får han således sin debut for nordsjællænderne i en udekamp mod AaB, og assisteret af Kasper Lorentzen scorer han to minutter før dommerens sidste fløjt til slutstillingen 1-1. Ugen efter får Joshua John sin første kamp på sin nye hjemmebane, Farum Park, da FC Nordsjælland tager imod Silkeborg IF. Ved pausen er FC Nordsjælland foran 5-0, og fire af målene er blevet sat ind af Joshua John. Han bliver dermed den blot anden spiller i Superligaens historie, som formår at score fire mål i løbet af én halvleg. Oven i købet scorer han med målene også Superligaens hattrick nr. 100. FC Nordsjælland vinder kampen 6-1 uden yderligere scoringer fra Joshua John.
Efter et succesfuldt ophold i klubben i sæsonen 2012/13 valgte FC Nordsjælland at købe John fri af kontrakten med FC Twente, og indgik en 3½-årig aftale med hollænderen i september 2013.

## Individuelle kåringer
- Månedens Superligaspiller i august 2012[9]